# 岩崎日出俊
岩崎 日出俊（いわさき ひでとし、1953年 - ）は投資銀行出身の経営コンサルタント・投資家。東京都出身。
日本興業銀行や、多くの外資系投資銀行での産業再編に立ち会った経験を活かし、数冊の本も著している。

## 略歴
- 1977年 早稲田大学政治経済学部政治学科卒業
- 1977年 日本興業銀行入行
- 1980年 スタンフォード大学経営大学院修了。MBA
- 1998年 J.P.モルガン証券会社入社（現JPモルガン・チェース）
- 2000年 メリルリンチ証券会社入社
- 2001年 リーマン・ブラザーズ証券会社入社
- 2003年 インフィニティ株式会社設立

## 主な著書
- 『Ｍ＆Ａ新世紀』KKベストセラーズ（2009年10月）
- 『金融恐慌後のサバイバルマネー術』廣済堂出版（2009年3月）
- 『金融危機をもたらした投資銀行は消えてゆくのか？』（CD・Audiobook）アートデイズ（2009年3月）
- 『金融資産崩壊－なぜ「大恐慌」は繰り返されるのか－』祥伝社新書（2009年1月）
- 『リーマン恐慌』廣済堂出版（2008年11月）
- 『プロジェクト・コード　－小説投資銀行』PHP研究所（2007年11月）
- 『世界一受けたい株の授業』別冊宝島(2006年7月）
- 『投資銀行－日本に大変化が起こる－』PHP研究所（2006年5月)
- 『間違いだらけの株えらび』別冊宝島(2006年2月）
- 『サバイバルとしての金融 －株価とは何か 企業買収は悪いことか－』祥伝社新書（2005年4月)

## 主な役職
- インフィニティ株式会社　代表取締役
- 株式会社Next Ninja　取締役　（代表取締役　山岸聖幸）
- 大阪経済大学大学院非常勤講師（「投資戦略論」）